# Festival de Cannes 1972
La vingt-cinquième édition du Festival de Cannes a lieu du 4 au 19 mai 1972 et se déroule au Palais des Festivals dit Palais Croisette, 50 du boulevard de la Croisette. De 1964 à 1974, le Grand Prix du Festival international du Film est rétabli, la Palme d'or n'est plus décernée.

## Jurys

### Compétition
- Président du jury : Joseph Losey, réalisateur
- Alain Tanner, réalisateur
- Bibi Andersson, comédienne
- Dominique Forman, réalisateur
- Erskine Caldwell, écrivain
- Miloš Forman, réalisateur
- Georges Auric, compositeur
- Giorgio Papi, producteur
- Jean Rochereau, journaliste
- Marc Donskoï, réalisateur
- Naoki Togawa

### Courts métrages
- Président du jury : Frédéric Rossif, réalisateur
- Istvan Dosai, représentant officiel de la Cinémathèque
- Vicente Pineda, journaliste

## Sélections

### Sélection officielle

#### Compétition
La sélection officielle en compétition se compose de 25 films :
- Journal d'un fan (A Fan's Notes) d'Eric Till
- Rosa, je t'aime (Ani Ohev Otach Rosa) de Moshe Mizrahi
- Chère Louise de Philippe de Broca
- Silence (Chinmoku) de Masahiro Shinoda
- Les Cloches de Silésie (Das Unheil) de Peter Fleischmann
- L'Affaire Mattei (Il caso Mattei) de Francesco Rosi
- Images de Robert Altman
- Jeremiah Johnson de Sydney Pollack
- Roi, Dame, Valet (König, Dame, Bube) de Jerzy Skolimowski
- La classe ouvrière va au paradis (La classe operaia va in paradiso) d'Elio Petri
- La Vraie Nature de Bernadette de Gilles Carle
- Les Arpenteurs de Michel Soutter
- Les Feux de la Chandeleur de Serge Korber
- Malpertuis de Harry Kümel
- Psaume rouge (Még kér a nép) de Miklós Jancsó
- Mimi métallo blessé dans son honneur (Mimì metallurgico ferito nell'onore) de Lina Wertmüller
- Nous ne vieillirons pas ensemble de Maurice Pialat
- La Perle de la couronne (Perła w koronie) de Kazimierz Kutz
- Les Lampes à pétrole (Petrolejové lampy) de Juraj Herz
- Abattoir 5 (Slaughterhouse-Five) de George Roy Hill
- Solaris (Solyaris) de Andreï Tarkovski
- Dieu et mon droit (The Ruling Class) de Peter Medak
- Les Visiteurs (The Visitors) de Elia Kazan
- Trouver un homme (To Find a Man) de Buzz Kulik
- Trotta de Johannes Schaaf

#### Hors compétition
20 films sont présentés hors compétition :
- Asta Nielsen d'Asta Nielsen (court métrage)
- Les Gémeaux (Bröder Carl) de Susan Sontag
- Faustine et le Bel Été de Nina Companeez
- La Soirée (Ferrata) de Malvina Ursureanu
- Frenzy d'Alfred Hitchcock
- L'aventure c'est l'aventure de Claude Lelouch
- La Dérive de Paula Delsol
- La Génération du désert de Nicole Stéphane
- La Guerre pour une paix de Nicole Stéphane
- Le Danois extravagant (Den gale dansker) de Kirsten Stenbæk
- Merry-Go-Round de Kirsten Stenbæk
- Le Lis de mer de Jacqueline Audry
- Le Sifflet de Hermína Týrlová
- Les Coquelicots vermeils d'Issyk Koul (Alye maki Issyk-Kulya) de Bolotbek Chamchiev
- Les Jeunes Filles en fleurs de David Hamilton et Philippe Leroi
- Macbeth (The Tragedy of Macbeth) de Roman Polanski
- Marie (Holdudvar) de Márta Mészáros
- Papa les p'tits bateaux de Nelly Kaplan
- Fellini Roma (Roma) de Federico Fellini
- La Dame de Constantinople (Sziget a szárazföldön) de Judit Elek

### Quinzaine des réalisateurs

#### Longs métrages
La sélection officielle des longs métrages de la Quinzaine des réalisateurs se compose de 36 films.
- Al Makhdu'un de Tewfik Salah
- Alianza para el progreso de Julio Luduena
- All the Advantages de Christopher Mason
- Le Bois de bouleaux (Brzezina) d'Andrzej Wajda
- La Mort de Maria Malibran (Der Tod der Maria Malibran) de Werner Schroeter
- Die Zelle de Horst Bienek
- Emitaï  d'Ousmane Sembène
- Faire la déménageuse de José Varela
- Family Life de Ken Loach
- Film Portrait de Jerome Hill
- Hail de Fred Levinson
- Heat de Paul Morrissey
- Homolka a tobolka de Jaroslav Papoušek
- Il gesto de Marcello Grottesi
- Aveux, Théorie, Actrices (Kokuhakuteki joyūron) de Yoshishige Yoshida
- La tecnica e il rito de Miklós Jancsó
- Au pays du silence et de l'obscurité (Land des Schweigens und der Dunkelheit) de Werner Herzog
- Le Journal d'un suicidé de Stanislav Stanojevic
- Le Sang de Jean-Daniel Pollet
- Les Soleils de l'île de Pâques de Pierre Kast
- Los días del agua de Manuel Octavio Gómez
- Los días del amor d'Alberto Isaac
- Luminous Procuress de Steven Arnold
- Marjoe de Howard Smith et Sarah Kernochan
- Postschi de Darius Merhjui
- ¡Qué hacer! de Nina Serrano, Raoul Ruiz et Saul Landau
- John Reed, Mexico insurgente (Reed, México insurgente) de Paul Leduc
- Saint Michel avait un coq (San Michele aveva un gallo) des frères Taviani
- São Bernardo de Leon Hirszman
- Sauvages (Savages) de James Ivory
- Pandemonium (Shura) de Toshio Matsumoto
- Les Smattes de Jean-Claude Labrecque
- Summer Soldiers de Hiroshi Teshigahara
- L'Intruse (The People) de John Korty
- Week-end à Sochaux de Bruno Muel et du groupe Medvedkine
- Wezwanie de Wojciech Solarz

### Semaine de la critique
- Avoir 20 ans dans les Aurès de René Vautier (France)
- Fritz le chat (Fritz the Cat) de Ralph Bakshi (États-Unis)
- Der Hamburger Aufstand Oktober 1923 de Reiner Etz, Gisela Tuchtenhagen & Klaus Wildenhahn (RFA)
- La Maudite galette de Denys Arcand (Canada)
- Pilgrimage de Beni Montresor (États-Unis)
- The Trial of Catonsville Nine de Gorgon Davidson (États-Unis)
- Winter Soldier du Winterfilm Collective (États-Unis)
- Prata palomares d'André Faria (Brésil) (projection annulée à la demande du gouvernement brésilien)

## Palmarès

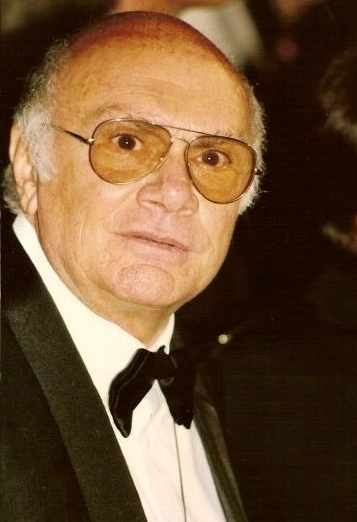
Francesco Rosi.

- Palme d'or (à l'unanimité, ex æquo) :

La classe ouvrière va au paradis (La classe operaia va in paradiso) d'Elio Petri
L'Affaire Mattei (Il caso Mattei) de Francesco Rosi
- Grand Prix Spécial du Jury : Solaris (Solyaris) de Andreï Tarkovski
- Prix d'interprétation féminine : Susannah York pour Images
- Prix d'interprétation masculine : Jean Yanne pour Nous ne vieillirons pas ensemble (décline le prix[4])
- Prix de la mise en scène : Miklós Jancsó pour Psaume rouge (Még kér a nép)
- Prix du Jury : Abattoir 5 (Slaughterhouse-Five) de George Roy Hill
- Prix FIPRESCI : Avoir vingt ans dans les Aurès de René Vautier[5]
- Grand Prix de la Commission Supérieure Technique : Fellini Roma (Roma) de Federico Fellini